# Ruta Estatal de Nevada 530
La Ruta Estatal de Nevada 530, y abreviada SR 530 (en inglés: Nevada State Route 530) es una carretera estatal estadounidense ubicada en el estado de Nevada. La carretera inicia en el Oeste desde la US 395     en Carson City hacia el Este en la US 50  , US 395   en Carson City. La carretera tiene una longitud de 2,4 km (1.464 mi).

## Mantenimiento
Al igual que las autopistas interestatales, y las rutas federales y el resto de carreteras estatales, la Ruta Estatal de Nevada 530 es administrada y mantenida por el Departamento de Transporte de Nevada por sus siglas en inglés Nevada DOT.

## Cruces
La Ruta Estatal de Nevada 530 es atravesada principalmente por la  SR 520     en Steward Street.